# 塱口
塱口是中国广东省广州市从化区的一个自然村。在太平镇东南面约2000米，属屈洞村管辖。清朝建村，因此地四周低、中间高出一个小山岗，遂取代表高的字“塱”，因此得名。1998年时，全村人口830人。